# ×Agroelymus hultenii
Agroelymus hultenii là một loài thực vật có hoa trong họ Hòa thảo. Loài này được Melderis mô tả khoa học đầu tiên năm 1968.